# Rangitirski zovoj
Rangitirski zovoj (lat. Pterodroma axillaris) je srednja sivobijela morska ptica iz porodice zovoja. 
Duga je 30 cm. Glava, leđa i gornji dio krila su tamnosive boje. Na gornji dio krila i ramena nalazi se pruga u obliku slova M jako tamnosive boje. Proteže se kroz gornji dio krila. Čelo je išarano sivom i bijelom bojom, a ostatak glave je bijele boje. Dio ispod krila je bijele boje. Prehrana uglavnom uključuje male ribe.
Gnijezdi se u jazbinama pod šumom, koje su vjerne za vrijeme lošim vremenskih uvjeta. Lišće se koristi kao materijal za gnijezdo. U prosincu i siječnju par postavlja jedno bijelo jaje. Ptići opernate u svibnju i lipnju.

## Vanjske poveznice
|  | Zajednički poslužitelj ima još gradiva o temi Pterodroma axillaris |
|  | Wikivrste imaju podatke o taksonu Pterodroma axillaris             |